# Prima della pioggia
Prima della pioggia (Pred doždot) è un film del 1994 diretto da Milčo Mančevski. 
Vinse il Leone d'Oro al miglior film al 51ª Mostra internazionale d'arte cinematografica di Venezia ed ebbe la candidatura all'Oscar al miglior film straniero.
Il film è diviso in tre episodi che si intersecano tra loro in maniera atemporale, come già fece Jim Jarmusch in Mystery Train - Martedì notte a Memphis e come ha fatto, praticamente in contemporanea con Mančevski, Quentin Tarantino in Pulp Fiction.

## Trama
Primo episodio - Parole: Kiril, un giovane monaco macedone che vive in un disastrato monastero sperduto fra le alture rocciose della Macedonia, a picco sul lago di Ocrida, si trova a dover nascondere una ragazza albanese atterrita, Zamira, di cui non riesce neppure a capire la lingua. L'indomani un gruppo di scalmanati irrompe nel monastero alla ricerca della ragazza, la quale - dicono - ha ucciso un loro fratello. Riuscite inutili le ricerche, la presenza della ragazza viene però scoperta dai monaci. Il pur comprensivo padre abate è costretto a dimettere Kiril, che si avvia verso il lago per mettere in salvo Zamira; dice di volerla condurre a Londra dallo zio, famoso fotografo (Aleksandar del secondo episodio). Ma il tentativo non gli riesce, e la ragazza viene uccisa dalla sua stessa gente.
Secondo episodio - Volti: Anne, photo-editor in un'importante agenzia di Londra, è inorridita dalle atrocità della guerra che ha modo di osservare attraverso i raccapriccianti reportage fotografici che le arrivano ogni giorno. Anche la sua vita privata è incerta e combattuta. Da un lato c'è Nick, un marito rassicurante e fedele, ma poco espansivo; dall'altro Aleksandar, un fotografo di guerra temerario e utopico, sempre in viaggio, a caccia di foto drammatiche e impressionanti, che l'affascina. Un'inattesa sparatoria nel ristorante londinese, in cui casualmente muore Nick, pone fine tragicamente al suo conflitto interiore.
Terzo episodio - Fotografie: Aleksandar lacerato da un senso di colpa per certe sue foto particolarmente crude che gli danno l'impressione di aver lui stesso ucciso col suo implacabile obiettivo uomini come lui, decide di cercare pace e oblio in Macedonia, nel villaggio natio del quale gli è rimasto un ricordo idillico. Scopre, però, che l'odio e la guerra insensata non hanno risparmiato neppure quell'angolo ignorato della sua terra, e che gli albanesi, con i quali è vissuto amichevolmente nei suoi anni verdi, sono ora considerati nemici. Hana, una giovane albanese da lui amata da bambino, residente in un villaggio vicino, gli chiede aiuto per proteggere la figlia Zamira, ingiustamente accusata d'omicidio. Alexander non può esimersi dal prendere le difese della ragazza che è stata sequestrata dai parenti dell'ucciso, che sono anche i suoi, e muore per dare a Zamira (di cui forse è anche il padre) la possibilità di fuggire e innescare quindi le vicissitudini per il primo episodio.

## Paradosso temporale e aforisma
- Anne, nel secondo episodio, guarda delle foto della morte di Zamira, prima che Aleksandar sia partito per la Macedonia e incontri la ragazza che per poco salverà nel finale del terzo episodio. Si chiude, così, il cerchio che "non è rotondo".
- L'aforisma "Il tempo non muore, il cerchio non è rotondo" ricorre tre volte lungo film, due volte a voce e una volta come scrittura murale.
- Questa è una chiave per la poesia della narrazione: la prima volta Zamira viene uccisa, la fuga nel terzo episodio la conduce al monastero da cui è partito il primo episodio, chiudendo il cerchio.

## Riconoscimenti
- 1994 - Mostra internazionale d'arte cinematografica
  - Leone d'oro al miglior film
- 1995 - David di Donatello
  - David speciale
- 1996 - Independent Spirit Awards
  - Miglior film straniero
- 1996 - Guldbagge
  - Miglior film straniero